# Болотное дело

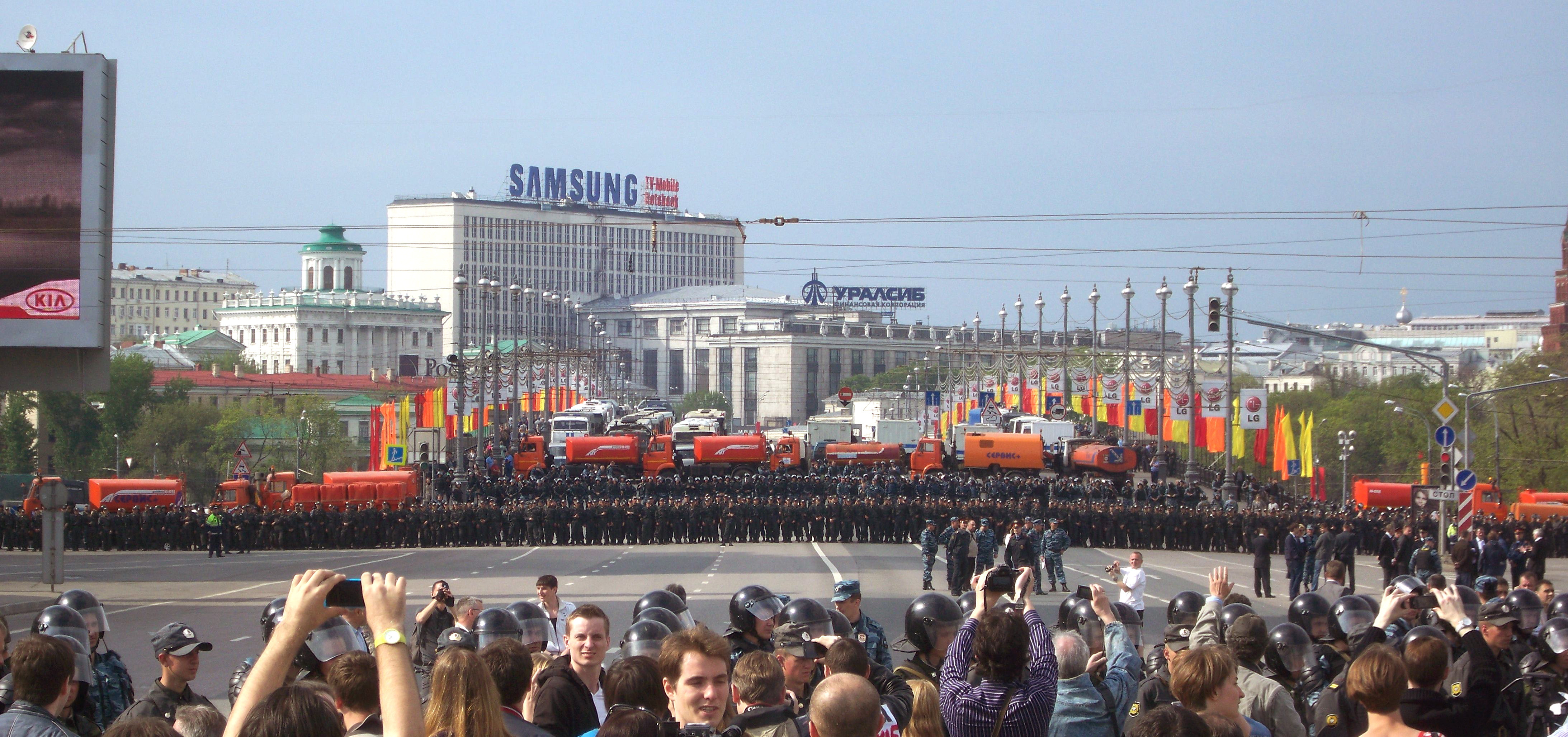
Полицейские кордоны на Большом Каменном мосту 6 мая 2012 года

«Боло́тное де́ло» — расследованное Следственным комитетом Российской Федерации уголовное дело о массовых беспорядках (ст. 212 Уголовного кодекса (УК РФ)) и случаях насилия в отношении представителей органов правопорядка (ст. 318 УК РФ), по мнению следствия, имевших место во время акции протеста — т. н. «Марша миллионов» 6 мая 2012 года — на подходе колонн протестующих, двигавшихся по Большой Якиманке, к месту заключительного митинга на Болотной площади. Было задержано около 400 демонстрантов, в отношении более чем 30 человек возбудили уголовные дела. Дело известно как крупнейшее уголовное дело против участников протестного движения в России 2011—2013 годов. Оно неоднократно критиковалось за различные судебные и правовые нарушения законов РФ.  Европейский суд по правам человека (ЕСПЧ) неоднократно присуждал ряду обвиняемых и осуждённых компенсации за нарушения их прав в ходе следствия и судебных разбирательств. Ряд обозревателей оценивают процесс как политический.
Также компенсации от Европейского суда по правам человека получили некоторые граждане, которые хотя и не были обвиняемыми по Болотному делу в уголовном порядке, но были наказаны за участие в митинге на Болотной площади в административном порядке (арестами и административными штрафами).
В 2022 году истек срок давности по делу, в частности статье о применении силы по отношению к полиции (ст. 318 УК РФ), а вторая статья – об участии в массовых беспорядках (ст. 212 УК РФ) еще с конца 2013 года попала под амнистию.

## Расследование

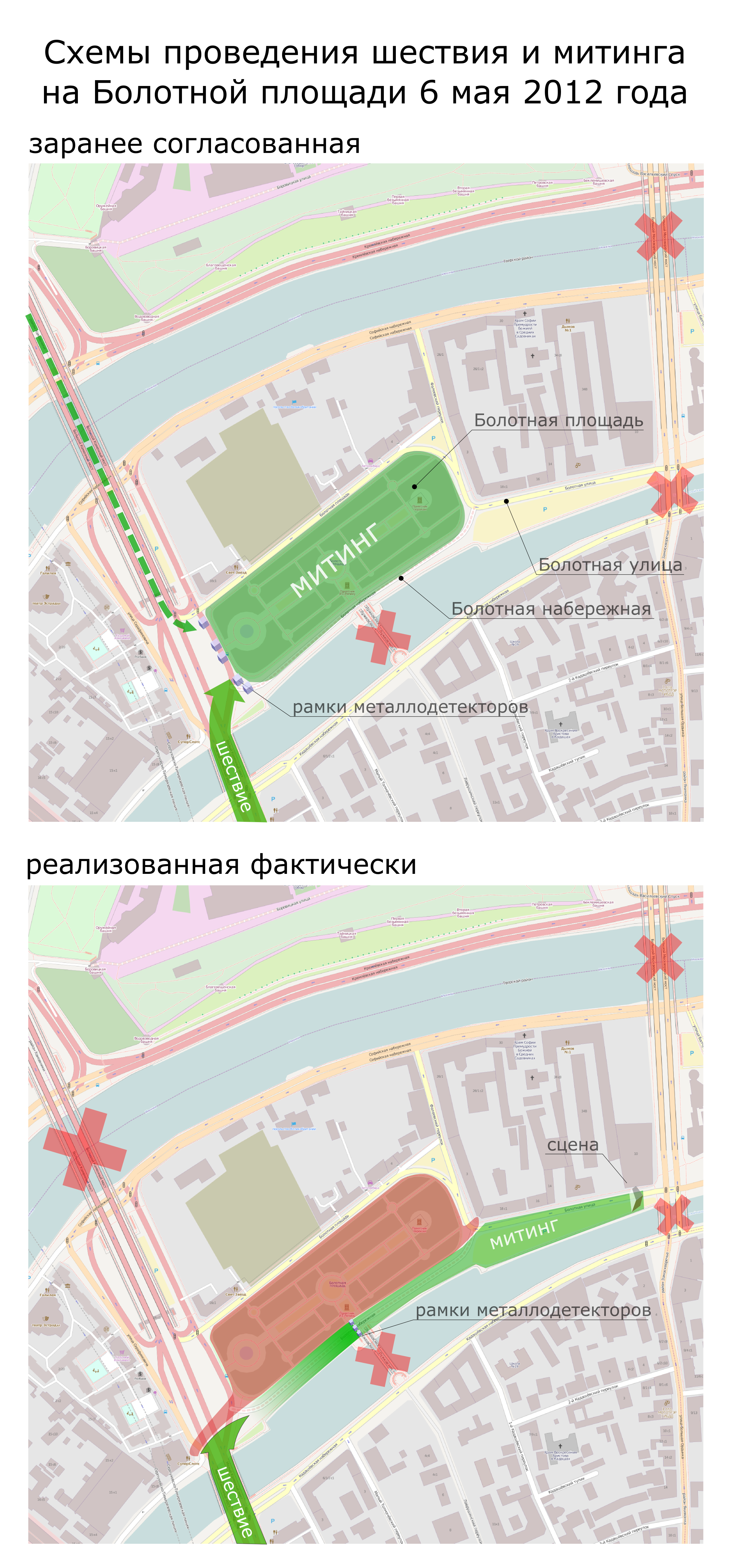

Процесс первых двенадцати обвиняемых вела председатель Замоскворецкого районного суда города Москвы Наталия Никишина. К работе по делу было привлечено около 200 следователей, в качестве свидетелей было допрошено более 1,3 тыс. человек, подавляющее большинство из них — сотрудники правоохранительных органов. Потерпевших более пятидесяти, гражданских лиц среди них нет.
Были проведены обыски у лидеров оппозиции Алексея Навального, Сергея Удальцова, Ксении Собчак, Бориса Немцова, Ильи Яшина и Петра Верзилова.
По состоянию на октябрь 2012 года, по делу о беспорядках на Болотной площади в Москве были арестованы 12 человек, трое находились под подпиской о невыезде, один — под домашним арестом, один — объявлен в розыск. Всего в ноябре 2012 года в рамках дела в противоправных действиях обвинялись 17 участников протестной акции 6 мая, к январю 2013 года их количество увеличилось до 19. На конец апреля 2013 года в рамках «болотного дела» проходили уже 28 обвиняемых.
6 ноября 2012 года «Новая газета» сообщила о конфликте с руководством сотрудников Первого управления по расследованию особо важных дел Главного следственного управления Следственного комитета (ГСУ СК) по городу Москве, которое занимается расследованием случаев бандитизма и убийствами. В публикации утверждается, что конфликт вызван тем, что «после декабрьских митингов протеста следственные управления всей страны были брошены на абсурдные политические дела. Самые громкие из них сначала стекались именно в непрофильное для подобных расследований „бандитское управление“, сотрудники которого сажали лидеров самых отмороженных российских ОПГ. Но именно им поручили доследственные проверки по Навальному, здесь ныне расследуются дела Божены Рынски, Аркадия Бабченко, здесь начиналось „болотное дело“». По мнению автора публикации, профессионализм сотрудников этого управления не позволил им «состряпать» политические дела, что вызвало неудовольствие начальника ГСУ СК Вадима Яковенко.
19 марта 2013 года в сети появилось видеоинтервью с платным провокатором под псевдонимом Феликс, утверждающим, что он ранее работал на силовиков, приближённых к экс-министру внутренних дел Рашиду Нургалиеву. Мужчина рассказал, что люди, ранее набиравшие массовку для мелких провокаций против отдельных политиков, готовили провокаторов перед акцией оппозиции 6 мая 2012 года. Перед акцией начальство, по его словам, предложило провокаторам реальную работу — пообещали заплатить 50 000[чего?] самому Феликсу и выделить неограниченный бюджет на массовку. В интервью Феликс раскрывает имена людей, поручения которых он якобы выполнял всё это время. Интервью было опубликовано независимым каналом «Политвестник». По словам журналиста Александра Сотника, взявшего интервью, публикация стала возможна лишь после переезда Феликса «в безопасную страну». Позже в Сети появилась информация о том, что этот же мужчина — Феликс — ранее фигурировал в одном из интервью Сотника, как гражданский активист.
19 декабря 2013 года была проведена масштабная амнистия в связи с 20-летием Конституции РФ. По амнистии были освобождены 13 фигурантов болотного дела, а также фигуранты других громких политических дел: участники группы «Pussy Riot» и активисты «Greenpeace», блокировавшие нефтяную платформу «Приразломная» в Печорском море.
К концу февраля 2014 года по делу о беспорядках на Болотной площади девять человек были приговорены к реальным срокам заключения, один — осуждён условно, десять человек находились под арестом, ещё пять — под подпиской о невыезде, один — под домашним арестом, один находится в розыске, один человек (Александр Долматов) в январе 2013 года покончил с собой в Голландии, получив отказ в предоставлении политического убежища. Аресты обвиняемых продолжались в 2015 и 2016 годах. Ни один из подсудимых по этому делу не был оправдан.
К январю 2018 года все осуждённые были отпущены на свободу. Последним освобождённым стал Максим Панфилов, которого 22 января 2018 года перевели с принудительного лечения в психиатрическом стационаре на амбулаторное лечение.

## Фигуранты уголовного дела

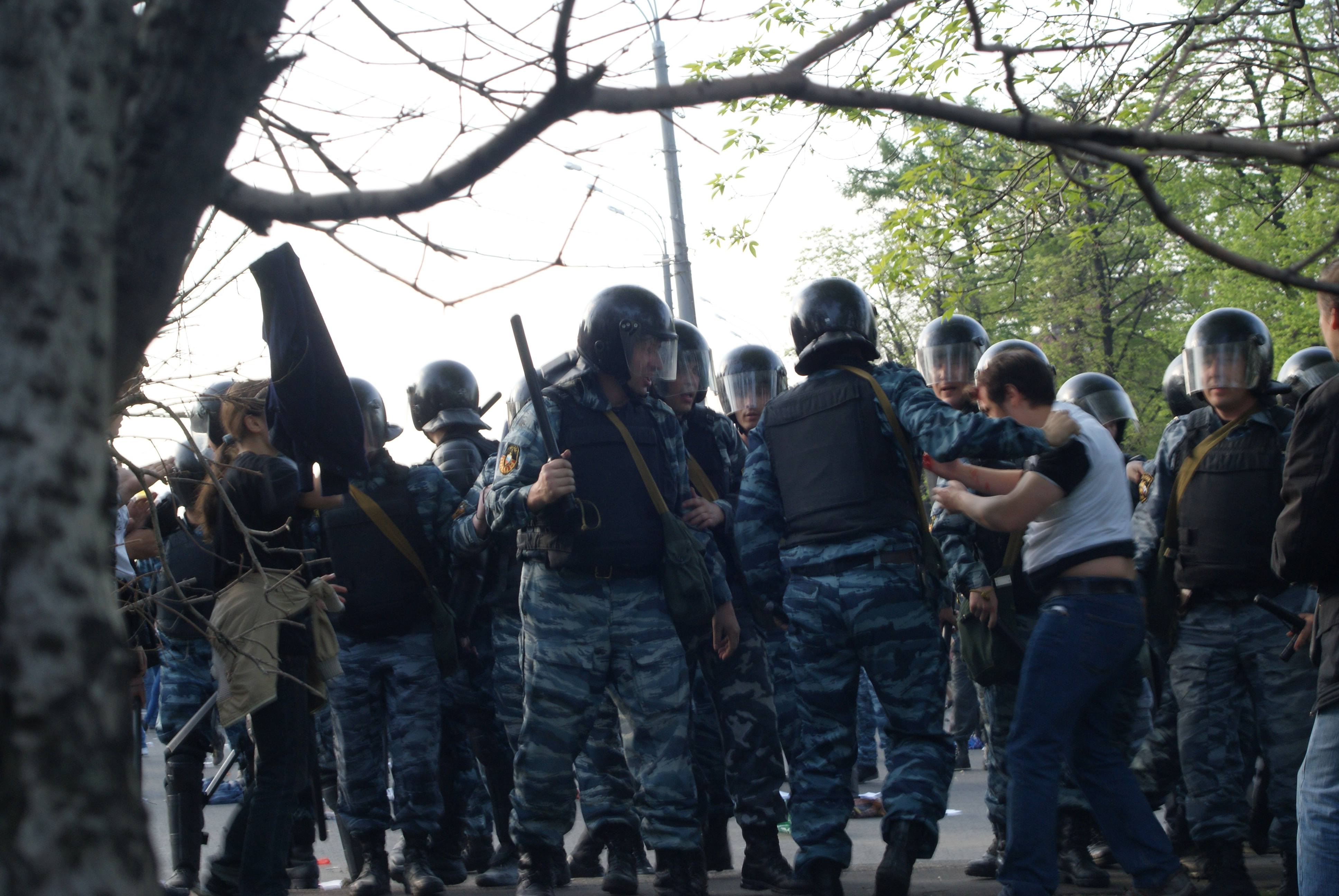
Полицейские и один из пострадавших демонстрантов (6 мая 2012)

### Владимир Акименков
Род. 10 июня 1987. Активист Левого фронта. Находился под стражей в СИЗО-5 «Водник» и СИЗО «Матросская тишина» с 10 июня 2012 по 19 декабря 2013, когда был отпущен по амнистии. Обвинялся по ч. 2 ст. 212 УК РФ (участие в массовых беспорядках; максимальный срок — 8 лет). Фактически ему вменяют в вину метание древка флага в полицейского. Обвинение строится на показаниях свидетеля — сотрудника ОМОН Егорова, видеозаписях и вещественных доказательствах.
Акименков страдает серьёзными врождёнными заболеваниями глаз — сильной миопией, частичной атрофией зрительного нерва, колобомой радужки. В тюремных условиях его зрение ухудшается. В сентябре более 3,5 тысяч человек подписали петицию с просьбой госпитализировать Акименкова. Он был переведён в больницу СИЗО «Матросская тишина». Врачи СИЗО оценили его состояние как удовлетворительное Владимир в суде 29 октября утверждал, что его зрение продолжает ухудшаться.
Гражданские активисты неоднократно проводили акции в поддержку Владимира Акименкова — как согласованные, так и несогласованные.
На последнем суде Акименкова, 26 ноября, его адвокат Дмитрий Аграновский предоставил поручительства депутата парламента Ильи Пономарёва, правозащитника Льва Пономарёва, писательницы Людмилы Улицкой, правозащитницы Людмилы Алексеевой. Улицкая также была готова внести за Акименкова залог.
1 марта 2013 года суд продлил арест Акименкова до 10 июня. Уже 23 апреля того же года Мосгорсуд продлил арест ему до 6 июля 2013 г., но 16 мая это постановление было отменено после жалобы адвоката Акименкова Дмитрия Аграновского.
«Международная амнистия» признала Владимира Акименкова узником совести.
В связи с 20-летием Конституции РФ Владимир Акименков был амнистирован и освобождён в зале суда. При этом виновным себя Акименков не признал.

### Дмитрий Алтайчинов
Москвич 1987 года рождения. Беспартийный, работает ночным сторожем. Ранее судимый за кражу. По версии следствия, Алтайчинов 6 мая 2012 года на Болотной площади забрасывал полицейских пластиковыми бутылками, наполненными водой. Он значился в списках задержанных во время акции, однако вплоть до декабря 2013 года в связи с «болотным делом» Алтайчинов не упоминался. Алтайчинову было предъявлено обвинение по ч. 2 ст. 212 УК РФ (участие в массовых беспорядках). О возбуждении уголовного дела в отношении Алтайчинова стало известно из сообщения Генпрокуратуры в начале декабря 2013 года. Сообщалось только, что он был задержан 6 мая 2012 года и доставлен в ОВД «Раменки», после чего ему инкриминировали неповиновение законным требованиям сотрудников полиции. Амнистирован в январе 2014 года.

### Олег Архипенков
Родился 19 января 1985 г., коммерческий директор турфирмы. Находился под стражей в СИЗО-2 «Бутырка» с 10 июня по 9 августа 2012 г., когда был отпущен из под стражи под подписку о невыезде. Обвинялся по ч. 2 ст. 212 УК РФ (участие в массовых беспорядках). По данным сторонников 6 мая был задержан не на Болотной, а на Театральной площади Амнистирован 16 февраля 2014.

### Андрей Барабанов
Родился 25 июня 1990 года, художник. Арестован 28 мая 2012 года. Обвиняется по ч. 2 ст. 212 УК РФ (участие в массовых беспорядках) и ч. 1 ст. 318 (применение насилия в отношении представителя власти). Суть обвинения — бил ногой сотрудников ОМОН и срывал с них шлемы. Признал вину по ст. 318, по ст. 212 не признаёт, заявляя, что на Болотной площади не было массовых беспорядков.
На суде 3 декабря 2013 г. адвокат Барабанова Светлана Сидоркина сообщила, что её подзащитный отправил извинения потерпевшему Круглову, тот их принял и дал согласие на прекращение дела за примирением сторон.
24 февраля 2014 года решением Замоскворецкого районного суда города Москвы Андрей Барабанов был приговорён к трём годам и семи месяцам лишения свободы. 25 декабря 2015 вышел на свободу.

### Мария Баронова

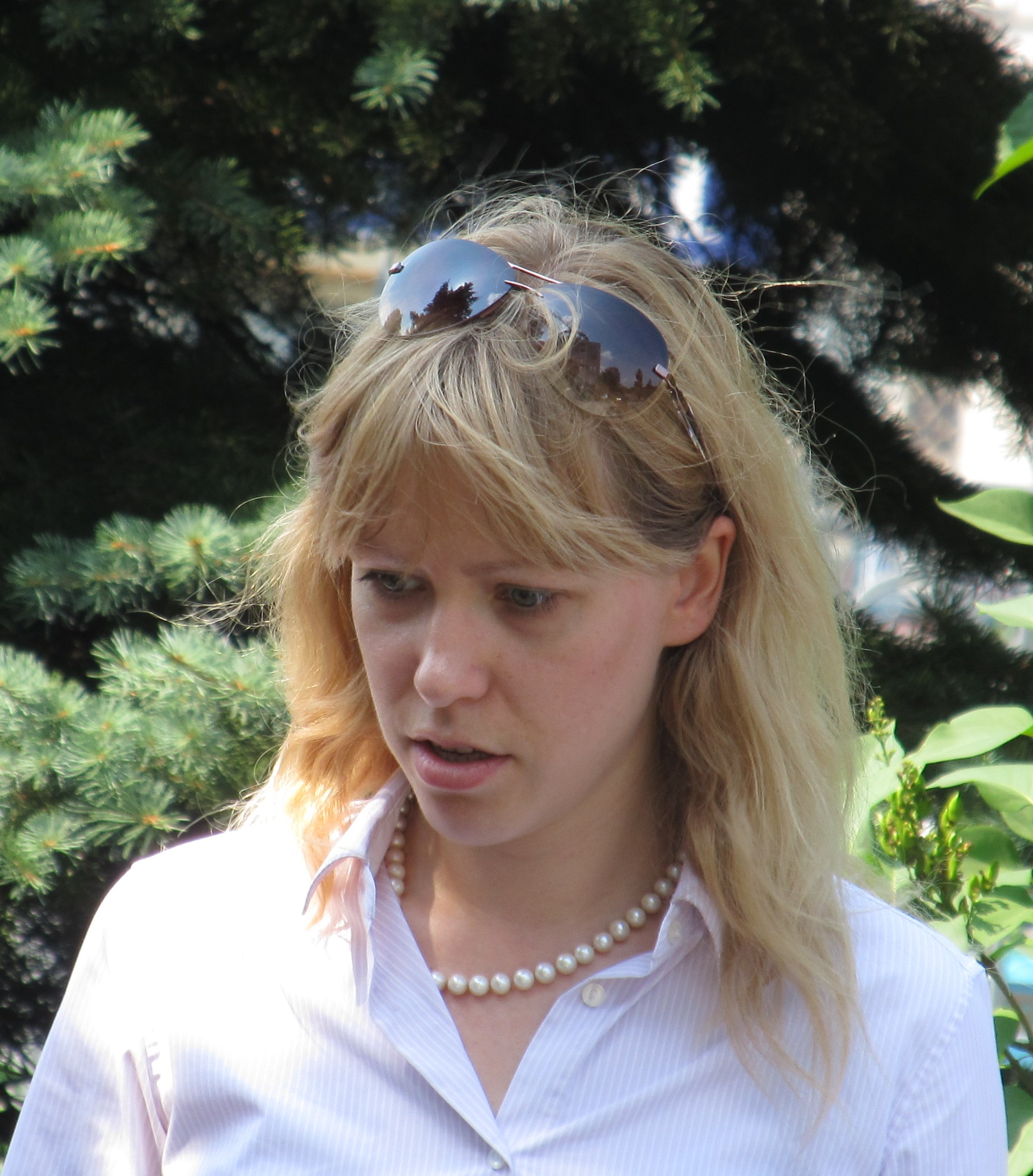
Мария Баронова у здания Мосгорсуда во время процесса по «Болотному делу»

Родилась 13 апреля 1984 года, выпускница химического факультета МГУ, активистка Партии 5 декабря. 21 июня ей было предъявлено обвинение по ч. 3 ст. 212 УК РФ (призывы к массовым беспорядкам; максимальный срок — 2 года). Дело в отношении Марии Бароновой было прекращено 19 декабря 2013 года по амнистии в связи с 20-летием Конституции РФ.

### Фёдор Бахов
Родился 9 декабря 1981 года, выпускник химического факультета МГУ, учёный-химик. Арестован 10 июня. Обвиняется по ч. 2 ст. 212 УК РФ (участие в массовых беспорядках; максимальный срок — 8 лет). По совету назначенного судом защитника написал признательные показания и тут же был арестован на 2 месяца. При встрече с адвокатом, нанятым правозащитными организациями, немедленно отказался от признательных показаний. Провёл в СИЗО 5 месяцев, 6 ноября 2012 г. был отпущен под подписку о невыезде. Обвинение не снято. Амнистирован в феврале 2014 года.

### Ярослав Белоусов
Родился 30 июля 1991 года, студент МГУ, женат, имеет сына. Член Национал-демократической партии. Арестован 9 июня, находится в СИЗО-5 «Водник». Обвиняется по ч. 2 ст. 212 УК РФ (участие в массовых беспорядках) и ч. 1 ст. 318 (применение насилия в отношении представителя власти).
Арест Ярославу Белоусову неоднократно продлевался. 24 февраля 2014 года он был осуждён на 2 года и 6 месяцев лишения свободы в колонии общего режима; 11 июня 2014 года Мосгорсуд сократил ему срок до 2 лет и 3 месяцев (тем самым Ярослав избежал этапирования в колонию, досиживая срок в СИЗО). Был выпущен на свободу 8 сентября 2014 года.
Процесс «Белоусов против России» в ЕСПЧ
В декабре 2012 года и в сентябре 2014 года Ярослав Белоусов подал жалобы в ЕСПЧ. 4 октября 2016 года Страсбургский суд обнародовал решение по этим жалобам: он признал нарушения 3, 5, 6 и 11 статей Европейской конвенции о защите прав человека (ЕКПЧ) и присудил заявителю компенсацию в размере 12 500 евро.

### Дмитрий Бученков
Обвинялся в переворачивании туалетных кабинок, распылении перцового газа, нападении на полицейских. По версии защиты, находился 6 мая в Нижегородской области, независимая экспертиза показала, что на видео вменяемого ему эпизода совсем другой человек.
С марта 2017 года находился под домашним арестом. В ноябре 2017 года покинул РФ, получил политическое убежище в Литве в 2018 году.
Замоскворецкий суд приговорил его к 2,5 годам колонии и одновременно зачёл как уже отбытый.

### Алексей Гаскаров
Родился 18 июня 1985 года. Принимал активное участие в защите Химкинского и Цаговского лесов. В 2010 году просидел три месяца в СИЗО по обвинению в организации нападения на администрацию города Химки, но затем был оправдан судом. Будучи задержан 28 апреля 2013 года, стал 27-м фигурантом «болотного дела». 18 августа 2014 года приговорён к 3,5 годам заключения в колонии общего режима. 27 октября 2016 года освободился из исправительной колонии за истечением срока приговора.
В феврале 2020 года ЕСПЧ признал нарушение в его деле свободы собраний и присудил ему 10 тыс. евро компенсации.

### Илья Гущин
Родился 22 августа 1988 года в Москве. Член Национал-демократической партии. Ему предъявлены обвинения по ч. 2 ст. 212 и ч. 1 ст. 318 УК РФ: по утверждению Следственного комитета, 6 мая 2012 года он схватил полицейского за шлем и бронежилет, при этом ремешок шлема сильно сдавил сотруднику ОМОН Сергею Антонову горло. Был задержан 6 февраля 2013 года на два месяца, затем арест был продлён до 6 августа. Находился в СИЗО № 5 «Водник». 18 августа 2014 г. приговорён к 2,5 годам заключения в колонии общего режима. 5 августа 2015 освобождён из колонии.
В феврале 2020 года ЕСПЧ признал нарушение в его деле свободы собраний и присудил ему 10 тыс. евро компенсации.

### Александр Долматов
Родился 12 сентября 1976 года. Сторонник партии «Другая Россия». Работал ведущим конструктором в крупном оборонном КБ. Был задержан 6 мая 2012 года на «Марше миллионов» в Москве за неповиновение сотрудникам полиции. Вместе с другими участниками акции на Болотной площади был доставлен в ОВД «Таганское», где провёл около полутора суток. После своего освобождения стал жаловаться на преследование и угрозы со стороны спецслужб, а 10 июня улетел через Киев в Нидерланды. Через три дня он подал прошение о предоставлении ему политического убежища на территории Нидерландов, однако в этом ему было отказано.
Находился в депортационной тюрьме в Роттердаме, где 17 января 2013 года покончил с собой.

### Александра Наумова (Духанина)
Родилась 24 августа 1993 года, студентка МГУ, анархистка. Задержана 27 мая, находится под домашним арестом. Обвиняется по ч. 2 ст. 212 УК РФ (участие в массовых беспорядках) и ч. 1 ст. 318 (применение насилия в отношении представителя власти). Суть обвинения — бросала в полицейских камни и пустую бутылку. Повреждения потерпевших — покраснение кожи и физическая боль.
В апреле 2013 года в защиту Духаниной выступил с видеообращением писатель Владимир Войнович, знакомый с её родственниками и видевший её фотографии. По его мнению, биография Саши Духаниной короткая (девушке всего 21 год), но интересная: она родилась на Кипре, активная участница протестных движений, вегетарианка, защитница животных. Что именно бросала Духанина, из фото не ясно, и полицейский не подтвердил, что она нанесла ему какой-либо вред. Кроме того, считает Войнович, такая юная девушка просто не могла нанести вреда полицейскому, который «в этой экипировке как в танке сидит».
26 июля 2013 года Александра Духанина вышла замуж за Артёма Наумова, с которым познакомилась всего за две недели до ареста, и взяла фамилию мужа. Невесту отпустили из-под ареста до 17 часов, и в ЗАГСе её не сопровождал конвой, обычно доставляющий её в суд.
24 февраля 2014 года Замоскворецкий районный суд города Москвы приговорил Александру Наумову к трём годам и трём месяцам условного заключения.

### Степан Зимин
Родился 18 января 1992 года, студент РГГУ, востоковед, анархист. Был арестован 8 июня 2012 г., находился в СИЗО-5 «Водник». Обвинялся по ч. 2 ст. 212 УК РФ (участие в массовых беспорядках) и ч. 1 ст. 318 (применение насилия в отношении представителя власти). Суть обвинения — кинул в сотрудника ОМОН куском асфальта, в результате чего сломал ему палец. Медицинские эксперты пришли к выводу, что палец не мог быть сломан в результате попадания тяжёлого предмета: повреждения соответствуют скручиванию.
27 ноября студенты РГГУ провели пикет в поддержку однокурсника.
24 февраля 2014 года Замоскворецким районным судом Москвы приговорён к 3,5 годам заключения в колонии общего режима. 22 июня 2015 года стало известно, что Зимин выйдет из колонии досрочно. Освобождён 22 июня 2015 года.

### Дмитрий Ишевский
Родился 18 мая 1983 года, старший лейтенант в отставке, на момент ареста не работал. Задержан 27 мая 2014 года, обвинён по ч. 2 ст. 212 УК РФ (участие в массовых беспорядках) и ч. 1 ст. 318 (применение насилия в отношении представителя власти). В октябре 2014 года был осуждён на три года и два месяца колонии.
26 июля 2017 года вышел на свободу из исправительной колонии № 1 в Ярославской области.

### Николай Кавказский
Родился 16 октября 1986 года, юрист, правозащитник, активист Левого социалистического действия. Арестован 25 июля 2012 г., находился в СИЗО-2 «Бутырка», 15 апреля 2013 года был переведён в больницу изолятора Матросская тишина). Обвинялся по ч. 2 ст. 212 УК РФ (участие в массовых беспорядках: максимальный срок наказания — 8 лет). Согласно предъявленному обвинению, ударил сотрудника полиции. В независимом расследовании, проведённом журналистом «Граней», было высказано мнение, что Николай не бил полицейского, а, напротив, уклонялся от удара полицейской дубинки.
Адвокаты Кавказского — Тамара Романова и Сергей Минненков — неоднократно обращали внимание суда на то, что их подзащитный страдает рядом заболеваний, как то ревматоидный артрит, головные боли, сколиоз, дыхательная недостаточность, болезнь сердца, гастрит, аллергия, дерматит, подкрепляя свои слова медицинскими документами. Сам Николай жаловался на ухудшение здоровья в СИЗО.
Находясь в СИЗО, Кавказский написал статьи «Что делать с тюрьмами?», «Стругацкие: прошлое и будущее», «Гражданское общество, самоуправление и шведский антифашизм», первая из которых была опубликована в блоге на сайте «Эхо Москвы».
В апреле 2013 года арест Николаю Кавказскому был продлён до 6 июля. Позднее, по надзорной жалобе Владимира Лукина, мера пресечения была заменена на домашний арест. 19 декабря 2013 года дело в отношении Николая Кавказского было прекращено по амнистии, и он был освобождён из-под домашнего ареста.

### Александр Каменский
Родился 23 июля 1977 года, активист «Другой России», рабочий. Был задержан 6 мая на Театральной площади, арестован 10 июня. Через 10 дней, 20 июня, был отпущен под подписку о невыезде. Находился в статусе подозреваемого. Обвинение Каменскому было предъявлено 3 января 2014 года, после чего он сразу был амнистирован.

### Леонид Ковязин
Родился 28 сентября 1986 года, актёр, журналист. Единственный из всех обвиняемых жил не в столице, а в Кирове, там и задержан 5 сентября, после чего этапирован в Москву. Находился в СИЗО-4 «Медведь». Обвинялся по ч. 2 ст. 212 УК РФ (участие в массовых беспорядках; максимальный срок наказания — 8 лет). Суть обвинения — перевернул 6 туалетных кабинок. Признал, что помогал двигать кабинки (которых, согласно фото- и видеоматериалам, было всего 3), объясняя это желанием защитить людей от нападавшего на них ОМОН, однако участником массовых беспорядков себя не признал.
Адвокат Ковязина Руслан Чанидзе предоставлял суду поручительства от кировских деятелей культуры. Главный редактор газеты, где работал Ковязин, неоднократно предлагал внести за него залог в размере 750 000 рублей. Суд 28 ноября 2012 года оставил Ковязина под арестом до 6 июля, несмотря на представленные рекомендательные письма от журналистов и редакторов разных СМИ.
19 декабря 2013 года Леонид Ковязин был освобождён по амнистии, несмотря на непризнание своей вины. 8 июня 2016 года Верховный суд РФ на основании решения ЕСПЧ отменил все постановления об аресте Леонида Ковязина.

### Михаил Косенко
Родился 8 июля 1975 года, инвалид 2 группы по психическому заболеванию вследствие травмы, полученной в армии. Обвинялся по ч. 2 ст. 212 УК РФ (участие в массовых беспорядках) и, единственный из всех, по ч. 2 ст. 318 (применение насилия, опасного для жизни и здоровья, в отношении представителя власти; максимальный срок наказания — 18 лет). Суть обвинения — нанёс не менее одного удара рукой и одного удара ногой по телу полицейского. Арестован 8 июня, находится в психиатрическом отделении СИЗО-2 «Бутырка».
На воле Михаил регулярно принимал лекарства, в СИЗО же доступ к необходимым лекарствам был затруднён. Врачи психоневрологического диспансера, наблюдавшие его более 10 лет, оценивали его как адекватного и неопасного для общества, однако судебно-психиатрическая экспертиза, проведённая в рамках уголовного дела Институтом им. В. П. Сербского в августе 2012 года, признала Косенко невменяемым. Специалисты Независимой психиатрической ассоциации России, проведя анализ экспертизы, сочли её сомнительной, в результате чего Комитет 6 мая и активисты обратились во Всемирную психиатрическую ассоциацию с просьбой провести независимую психиатрическую экспертизу Михаила Косенко, в интернете был организован сбор подписей.
9 ноября 2012 года начался суд по существу дела Михаила Косенко. После того, как 6 сентября 2013 года умерла его мать, журналистка Зоя Светова обратилась к председателю Мосгорсуда Ольге Егоровой с просьбой разрешить Михаилу посетить похороны матери, однако в этом было отказано.
Один из сотрудников ОМОН, выступавших в суде в качестве потерпевших, Александр Казьмин, признал, что не видел и не помнит Косенко среди нападавших на него, однако два других полицейских подтвердили версию следствия. Решение суда было оглашено 8 октября 2013 года судьёй Людмилой Москаленко: Михаил Косенко был признан совершившим общественно опасные деяния в состоянии невменяемости, и ему было назначено принудительное лечение в условиях закрытого лечебного учреждения общего типа.
По утверждению адвоката Косенко В. Шухардина, судебное решение оказалось немотивированным: были проигнорированы позиция защиты, показания свидетелей и видеоматериалы (на видеозаписи видно, что Косенко находился на значительном расстоянии от потерпевшего, и удары ему наносил другой человек). «Международная амнистия» признала Михаила Косенко узником совести, эксперты и правозащитники сравнивали случай М. Косенко с советским опытом использования психиатрии в политических целях. Ю. С. Савенко на примере дела Михаила Косенко утверждал, что имеют место случаи, когда судебно-медицинские эксперты «вынуждены, отвечая на вопрос относительно опасности подэкспертного, рассматривать вменённую, но не доказанную и не утверждённую судом вину как действительность».
22 июля 2014 года, после 2 лет пребывания в СИЗО и 2,5 месяца в Московской психиатрической больнице № 5, Михаил Косенко был выписан из больницы и оказался дома, хотя и в статусе проходящего принудительное амбулаторное лечение, однако в действительности продолжая принимать лишь небольшие дозы лёгкого седативного средства, который он принимал и до заключения в СИЗО.
В марте 2020 года ЕСПЧ нашёл в его деле нарушения статей 8 (право на уважение частной и семейной жизни) и статьи 5 (право на свободу и личную неприкосновенность) ЕКПЧ и присудил ему 3 тыс. евро компенсации.

### Елена Кохтарёва
Родилась в 1955 году, пенсионерка. Обвинялась в том, что в ходе массовых беспорядков бросала в сотрудников полиции бутылки и иные предметы, а также совместно с другими лицами применила физическое насилие к двум сотрудникам полиции, которых отталкивала от задержанного за нарушение общественного порядка молодого человека. 25 марта 2013 года вместе с защитником явилась на допрос, во время которого, по версии следствия, подтвердила факт участия в массовых беспорядках и пояснила, что действительно применяла насилие в отношении сотрудников полиции. 18 августа 2014 года была приговорена к трём годам и трём месяцам заключения условно.

### Сергей Кривов
Родился 8 сентября 1961 года, женат, отец двух несовершеннолетних детей, имеет на попечении мать-инвалида. Гражданский активист, член РПР-ПАРНАС, до своего ареста неоднократно выступал в поддержку «узников 6 мая».
Арестован 18 октября 2012 года, находился в СИЗО-1 «Матросская тишина». Обвинялся по ч. 2 ст. 212 УК РФ (участие в массовых беспорядках) и ч. 1 ст. 318 (применение насилия в отношении представителя власти; максимальный срок наказания — 13 лет). Суть обвинения — отобрал дубинку у полицейского и ударил ею этого полицейского, повреждением является синяк на тыльной стороне руки. На видеозаписи не видно ни того, что Кривов отобрал дубинку, ни ударов с его стороны; сам Кривов считает себя невиновным.
После суда 14 декабря 2012 года, по итогам которого ему продлили арест до 6 марта 2013 года, Кривов объявил голодовку, требуя своего освобождения. 14 января 2013 года Мосгорсуд отклонил кассационную жалобу на арест Сергея Кривова, 28 февраля арест был продлён до 6 июля 2013 года.
24 февраля 2014 года решением Замоскворецкого районного суда города Москвы Сергей Кривов был приговорён к четырём годам колонии общего режима. Был освобождён 15 июля 2016 года.
В марте 2020 года ЕСПЧ признал незаконным продление ареста Кривова, так как для этого было недостаточно оснований, и присудил ему две тысячи евро компенсации.

### Анатолий Леонин
В 2016 году стало известно, что в «Болотном деле» появился уроженец Ставропольского края. 24 марта 2016 года он был задержан в Московской области, где жил в домике для прислуги, ухаживая за чужой дачей. Ему предъявили обвинение по ч. 2 ст. 212 УК РФ (участие в массовых беспорядках), по версии следствия Леонин нанёс полицейскому два удара рукой по спине. Так как Леонину не вменялась в вину 318 статья УК РФ, то он был амнистирован.

### Максим Лузянин
Родился 21 августа 1976 года, предприниматель. Был арестован 28 мая 2012 года, находился в СИЗО-1 «Матросская тишина». Обвинялся по ч. 2 ст. 212 УК РФ (участие в массовых беспорядках) и ч. 1 ст. 318 (применение насилия в отношении представителя власти). Суть обвинения — причинение лёгких телесных повреждений сотрудникам ОМОН, самым серьёзным из которых является повреждение зубной эмали. Полностью признал свою вину и согласился на особый порядок судопроизводства, при котором судебное разбирательство проходит в ускоренном варианте.
Был осуждён за 1 день — 9 ноября, получив 4,5 года заключения в колонии общего режима. Совместно с адвокатом Сергеем Шушпановым подал кассационную жалобу, но 23 января 2013 года Мосгорсуд оставил приговор без изменений. Направлен для отбывания наказания в ФКУ ИК-6 УФСИН по Тульской области в город Новомосковск. Вышел по УДО 7 мая 2015 года.

### Денис Луцкевич
Родился 11 апреля 1992 года, студент, бывший морской пехотинец. 6 мая пострадал от полицейских дубинок, что было зафиксировано на фотографиях. Был арестован 9 июня, находился в СИЗО-5 «Водник». Обвинялся по ч. 2 ст. 212 УК РФ (участие в массовых беспорядках) и ч. 1 ст. 318 (применение насилия в отношении представителя власти; максимальный срок наказания — 13 лет). Суть обвинения — сорвал шлем с сотрудника ОМОН, кидал куски асфальта, основания — показания потерпевшего, Алексея Траерина, якобы получившего черепно-мозговую травму средней степени тяжести. Позднее, стало известно, что вскоре после событий 6 мая он быстро продвинулся в очереди на государственную квартиру.
По словам одного из пострадавших сотрудников ОМОН (черепно-мозговая травма средней тяжести) они занимались выявлением и задержанием провокаторов - тех, что кричали лозунги и заводили толпу. Во время очередного захода в толпу он получил удар в спину и голову, после с него сорвали каску и затащили в толпу, где стали наносить множественные удары в голову. Аналогично события описывает два других полицейских, один из которых также получил черепно-мозговую травму, другой гематому головы и ушиб руки.
Адвокат Луцкевича Дмитрий Динзе предоставил множество положительных характеристик подзащитного с мест работы, учёбы, от соседей. Мать подследственного предложила внести в залог квартиру стоимостью более 4 миллионов рублей.
27 февраля 2013 года Басманный суд продлил арест Луцкевича до 9 июня 2013 года, 22 апреля Мосгорсуд продлил арест до 6 июля 2013 года, наконец, 19 ноября Замоскворецкий районный суд ещё раз продлил арест до 24 февраля 2014 года. 24 февраля 2014 года решением Замоскворецкого районного суда города Москвы Денис Луцкевич был приговорён к 3,5 годам заключения в колонии общего режима. Освобождён 8 декабря 2015 года.

#### Процесс «Луцкевич против России» в ЕСПЧ
15 мая 2018 года ЕСПЧ признал нарушение Россией прав Луцкевича, декларированных статьями 3 (запрет пыток), 5.3 (личная свобода и неприкосновенность) и 11 (право на мирное собрание) Европейской Конвенции, и присудил ему компенсацию  в размере 12 500 евро.

### Александр Марголин
Родился 17 декабря 1971 года, выпускник МГУП им. Ивана Фёдорова, заместитель директора ИД «Медиацентр — АРТ». Будучи арестованным 20 февраля 2013 года, стал 21-м задержанный по «болотному делу». Был оставлен под стражей до 6 августа. По версии следствия, на акции 6 мая Марголин повалил полицейского на землю и нанёс ему несколько ударов ногами.
5 августа 2013 года Басманный суд продлил арест до 6 октября 2013 года, 1 октября — продлил срок ещё на 4 месяца, до 6 февраля 2014 года. 18 августа 2014 года решением Замоскворецкого районного суда города Москвы Александр Марголин был приговорён к 3,5 годам заключения в колонии общего режима. Вышел на свободу 9 февраля 2016 года.

### Олег Мельников
3 июня 2014 был задержан активист Олег Мельников. Как сообщили в Следственном комитете, во время допроса обвиняемый вину признал в полном объёме, после чего Олега отпустили. По версии следствия, 6 мая 2012 года Мельников переворачивал кабины мобильных туалетов и перемещал их на проезжую часть, создавая преграду для передвижения сотрудников полиции. Мельников был амнистирован, так как ему не вменялась в вину 318 статья УК РФ.

### Иван Непомнящих
Житель Сергиева Посада Московской области, инженер-проектировщик НПО «Родина». На момент совершения инкриминируемого действия являлся несовершеннолетним. Был вызван на допрос в качестве свидетеля, после чего 25 февраля 2015 года задержан в качестве подозреваемого. Начиная со следующего дня находился под домашним арестом, который продлевался несколько раз.
Обвинялся по ч. 2 ст. 212 и ч. 1 ст. 318 УК РФ. По версии следствия 6 мая 2012 года он пытался воспрепятствовать задержанию агрессивно настроенных граждан и несколько раз ударил руками и зонтом полицейских Виктора Колмакова и Евгения Гаврилова. В ходе суда двое полицейских, признанных следствием потерпевшими от действий Ивана, сообщили, что вспомнили об эпизоде только после просмотра показанной им следователем видеозаписи, к своим показаниям о том, что Иван мешал задержанию агрессивных граждан, они дали пояснение, что он мешал задерживать самого себя. Свидетелями со стороны защиты были участницы митинга Ольга Николаенко, которой Непомнящих помог подняться, когда её сбили с ног, и психолог Людмила Петрановская.
В ходе расследования Иван отказался от дачи показаний согласно 51 статьи Конституции РФ, не отвечал на вопросы гособвинителя и судьи в суде, не участвовал в прениях и не стал выступать с последним словом. 22 декабря 2015 года судья Алексей Кавешников признал его виновным и приговорил к 2,5 годам заключения в колонии общего режима.
В августе 2016 года Иван Непомнящих подал жалобу в ЕСПЧ, обращая внимание на нарушение прав на свободу собраний и свободу выражения своего мнения (ст. 10 и 11 Европейской конвенции о защите прав человека), а также политическую мотивированность своего дела (ст. 18 конвенции).
Вышел на свободу 24 августа 2017 года.

### Максим Панфилов
Житель Астрахани, окончил поварское училище. Был задержан 7 апреля 2016 года, почти 4 года спустя после митинга на Болотной площади 6 мая 2012 года. Обвиняется в участии в массовых беспорядках и применении насилия в отношении полицейского. По версии следствия, Панфилов во время событий на Болотной площади применил в отношении бойца ОМОН Филипова насилие: стоя сзади, двумя руками схватил за шлем, после чего сорвал его с головы сотрудника, чем причинил ему физические страдания. На допросе Панфилов признал, что сорвал каску с сотрудника ОМОН, но подчеркнул, что не причинил полицейскому боли. Защита также утверждает, что Панфилов не причинял полицейскому физической боли. Сам Панфилов категорически отрицает участие в беспорядках. Из слов признанного потерпевшим полицейского Филиппова стало известно, что, вопреки инструкции, шлем не был застёгнут. Саму потерю шлема Филиппов объяснял разными версиями: шлем упал, слетел от удара неизвестного либо был сорван.
8 апреля Басманный суд Москвы санкционировал арест Панфилова и заключение его под стражу до 7 июня. 25 мая врачи пришли к выводу о необходимости направить Панфилова на стационарную судебно-психиатрическую экспертизу в Институт имени Сербского. У Панфилова имеется хроническое неврологическое заболевание — синдром Туретта; родственники арестованного называли его состояние в СИЗО-5 ужасным, отмечая отсутствие у него под стражей необходимых для лечения препаратов. В октябре Максим Панфилов был признан невменяемым. 11 октября ожидалось окончание предварительного следствия и передача дела в суд. В том же месяце Панфилов был переведён по решению Басманного суда из больницы следственного изолятора в психиатрическую больницу. 28 декабря 2016 года в Замоскворецком районном суде Москвы началось рассмотрение его дела.
Панфилов и его защита возражали против перевода из СИЗО в психиатрическую больницу. Адвокат Панфилова Сергей Панченко заявил:

Мы считаем это совершенно незаконным и необоснованным, потому что в таком порядке могут помещаться в психиатрический стационар только лица, которые совершили уголовно наказуемое деяние.
— Сергей Панченко
Сергей Панченко также отмечал:

Я вообще вижу в этой ситуации, как с Косенко, так и с Панфиловым, новый виток использования психиатрии против инакомыслящих. Берётся человек, у которого имеются определённые нарушения, который нуждается в постоянном оказании ему медицинской помощи. Его этой помощи лишают, в результате у него образуются некоторые признаки, которые дают основания экспертам говорить о его невменяемости. После этого человек признаётся невменяемым и помещается в психиатрический стационар
— Сергей Панченко
29 марта 2017 года Панфилов был приговорён судом к принудительному психиатрическому лечению в стационаре закрытого типа. 22 января 2018 года переведён на амбулаторное лечение.

### Наталья Пелевина
Подозревается по ч. 1 ст. 212 УК РФ, находится под подпиской о невыезде.

### Алексей Полихович
Родился 29 августа 1990 года, служил во флоте, на момент задержания — сотрудник страховой компании и студент заочного отделения РГСУ. Был арестован 26 июля, находился в СИЗО-2 «Бутырка». Первоначально обвинялся только по статье 212 УК РФ (участие в массовых беспорядках), однако в декабре, на следующий день после пресс-конференции Владимира Путина, где тот заявил, что рукоприкладство в отношении полицейских недопустимо, к ней добавилась ч. 1 ст. 318 (применение насилия в отношении представителя власти).
Арест Алексея Полиховича был продлён до 24 ноября 2013 года, в феврале 2014 года он был приговорён к 3,5 годам лишения свободы. Своей вины не признал.
30 октября 2015 года, за три месяца до истечения срока наказания, был выпущен на свободу из исправительной колонии № 6 в Рязанской области.

### Дмитрий Рукавишников
Родился 29 августа 1977 года в Баку, лидер движения «Левый фронт» в Иваново. Был задержан 2 апреля 2013 года (первоначальный срок ареста — два месяца, до 2 июня), находился в СИЗО № 5 «Водник». Был освобождён из-под ареста в декабре 2013 года, впоследствии амнистирован.

### Анастасия Рыбаченко
С июня 2012 года по январь 2014 года была подследственной по «болотному делу», амнистирована.
Родилась 11 сентября 1991 года, студентка факультета политологии Государственного университета гуманитарных наук, активистка движения «Солидарность».
6 мая 2012 года, уже по окончании событий на Болотной площади, была задержана полицией в кафе и осуждена на 5 суток ареста. В июле 2012 года в квартире её матери прошёл обыск. Рыбаченко также была отчислена задним числом с четвёртого курса университета после визита на факультет следователей. Анастасия, находящаяся в это время в поездке во Францию, Нидерланды и Германию, решила временно не возвращаться в Россию. Так как у Рыбаченко истекала Шенгенская виза, она планировала просить убежище в Германии, но впоследствии передумала. В августе 2012 года Рыбаченко поступила в Таллинский технический университет.
11 сентября 2012 года Рыбаченко была объявлена в федеральный розыск, а в декабре ей было предъявлено обвинение по ч. 2 ст. 212 (участие в массовых беспорядках; максимальный срок заключения — 8 лет). Российские власти однако держали дело в секрете вплоть до октября 2013 года. В октябре 2013 года Басманный районный суд, а затем и Мосгорсуд, приняли решение о заочном аресте Рыбаченко. Она также была объявлена в международный розыск российскими властями, которые, согласно её словам, сделали соответствующий запрос в Интерпол в июне 2013 года. Международная организация однако отказалась объявлять Рыбаченко в розыск. В связи с этими событиями премьер-министр Эстонии Андрус Ансип заявил:

Эта гражданка должна обязательно обратиться с заявлением к Эстонии. Наиболее разумным будет попросить убежище. Этот процесс абсолютно аполитичный — это не место для политических решений и здесь исходят из гуманных соображений.
— Андрус Ансип
В ответ Рыбаченко обратилась к Ансипу с открытым письмом, в котором попросила уведомить Интерпол о политическом характере её преследования, указывая на то, что в случае, если Интерпол соблюдёт собственную Конституцию, запрещающую объявлять в розыск людей, преследуемых по политическим мотивам, убежище ей не потребуется.
9 января 2014 года, ещё до окончания следствия, была амнистирована в связи с 20-летием Конституции РФ. Адвокатом Рыбаченко был Владимир Самохин.

### Артём Савёлов
Родился 14 мая 1979 года. 6 мая 2012 г. первый раз в жизни пришёл на митинг, оказался в месте прорыва оцепления. Был задержан, согласно протоколу, выкрикивал лозунги «долой полицейское государство» и т. п. Согласно свидетельству знакомых и других людей, разговаривавших с ним, очень сильно заикается, не в состоянии произнести длинную фразу. Арестован 9 июня, находится в СИЗО-4 «Медведь». Обвиняется по ч. 2 ст. 212 УК РФ (участие в массовых беспорядках) и ч. 1 ст. 318 (применение насилия в отношении представителя власти).
Адвокат Савёлова Фарид Муртазин заявлял о наличии у своего подзащитного проблем с сердцем в СИЗО и отсутствии необходимого в таком случае медицинского осмотра. Отец предлагал внести за Артёма залог 540 000 рублей.
Артём Савёлов был оставлен под арестом до 11 июня. Он был признан узником совести.
24 февраля 2014 года решением Замоскворецкого районного суда города Москвы Артём Савёлов был приговорён к двум годам и семи месяцам лишения свободы. Артём Савёлов вышел на свободу 31 декабря 2014 г. примерно в 10:00. Как сообщает корреспондент «Новой газеты», на выходе из исправительной колонии № 6 в посёлке Стенькино Рязанской области Савёлова встретили две машины родственников, журналисты и правозащитники. Срок заключения истекал 10 января 2015 года, но по закону, если срок наказания заканчивается в выходной или праздничный день, осуждённого освобождают перед праздниками.
5 октября 2016 года коллегия президиума ВС РФ признал незаконным арест и содержание Ильи Гущина и Артёма Савёлова. Тем самым президиум согласился с решением Европейского суда по правам человека (ЕСПЧ), вынесенным более года назад.

### Рихард Соболев
Род. 15 июля 1990 г., национал-социалист, работал электромонтажником в МГТС. Активист объединения «Русские». Был задержан на Театральной площади, что подтверждают судебные документы. Арестован 10 июня, обвиняется по ч. 2 ст. 212 УК РФ (максимальный срок — 8 лет). 6 мая был задержан не на Болотной площади, а на площади Революции. 9 августа 2012 отпущен под подписку о невыезде, обвинение не снято. Амнистирован в январе 2014 года.

### Полина Стронгина
Родилась 26 февраля 1990 года в Ленинграде, активистка молодёжного движения «Весна». Участвовала в акциях протеста зимы 2011—2012 годов в Петербурге, 6 мая 2012 года приезжала в Москву на «Марш миллионов». Была задержана 6 марта 2014 года по обвинению в участии в массовых беспорядках, отпущена под подписку о невыезде. Амнистирована 24 июня 2014 года.

## Разбирательства в ЕСПЧ
В январе 2016 года Европейский суд по правам человека, рассмотревший жалобы от нескольких участников митинга, подвергшихся административному аресту, признал такие нарушения со стороны российских органов власти, как «право на свободу и личную неприкосновенность, право на справедливое судебное разбирательство, право на свободу собраний и объединений и пределы использования ограничений в отношении прав граждан». В сентябре 2013 года ЕСПЧ в приоритетном порядке принял к рассмотрению первые семь жалоб фигурантов дела о массовых беспорядках на Болотной площади 6 мая 2012 года «на неправомерные аресты и бесчеловечное обращение». Большинство из них были осуждены за применение насилия к полицейским и участие в массовых беспорядках.
Судебный орган постановил, что РФ нарушила права на справедливое судебное разбирательство: судебный процесс на родине вёлся с нарушениями, а в отношении Савёлова власти нарушили также международные нормы, касающиеся содержания под стражей, слишком долго держа в СИЗО. Ранее, в сентябре 2015 года, суд обязал РФ выплатить в общей сложности 7000 евро фигурантам «болотного дела» Артёму Савёлову, Леониду Ковязину и Илье Гущину. Правительство РФ обжаловало это решение, подав ходатайство о рассмотрении дела Большой палате ЕСПЧ, но 1 февраля комитет из пяти судей без указания мотивации и результатов голосования отказал это сделать.
В октябре 2016 года ЕСПЧ признал вмешательством в свободу собраний уголовное преследование по «Болотному делу», присудив Ярославу Белоусову 12 500 евро (жалобы подавались в 2012 и 2014 годах, были объединены в единое дело). Были удовлетворены жалобы по статьям, которые запрещают пытки (ст. 3 Европейской конвенции по правам человека), которыми признали практику конвоя и содержания заключённых под стражей и в зале суда, гарантируют право на свободу и безопасность личности (ст. 5), на справедливое судебное разбирательство (ст. 6) и на свободу собраний (ст. 11). Как отмечал адвокат Дмитрий Аграновский, помимо общего прецедента, исход дела согласно статьям 412 и 415 УПК РФ даёт право на пересмотр приговора.
В январе 2018 года стало известно, что Европейский суд по правам человека присудил троим фигурантам «болотного дела» (Андрею Барабанову, Алексею Полиховичу и Степану Зимину) компенсации, общая сумма которых составила 35 тысяч евро.
В феврале 2018 г. Европейский суд по правам человека присудил компенсацию в сумме 10 тысяч евро Владимиру Акименкову
В ноябре 2019 года ЕСПЧ признал нарушение властями РФ и Украины прав Сергея Удальцова и Леонида Развозжаева, присудив им компенсацию в 9 и 15 тыс. евро. Суд отказал им в признании их преследования политически мотивированным.
В феврале 2020 года ЕСПЧ признал уголовное преследование Гаскарова и Гущина нарушением свободы собраний. Отдельным нарушением было признано повторное осуждение за одно и то же деяние. Каждому заявителю была присуждена компенсация в размере 10 тыс. евро. Гаскарову дополнительно возмещены судебные расходы в размере 8 тыс. евро.
По подсчётам главы международной правозащитной группы «Агора» Павла Чикова, к марту 2020 года ЕСПЧ обязал Россию выплатить 12 фигурантам «болотного дела» более 120 тысяч евро.

### Пересмотр приговоров после решений ЕСПЧ
В 2020 году Президиум Верховного суда Российской Федерации отказал в направлении на пересмотров приговоров Сергею Удальцову и Леониду Развозжаеву на основании решений ЕСПЧ, несмотря на то, что ЕСПЧ признал в делах обоих граждан России нарушение права на справедливое судебное разбирательство.

## Дела об административных правонарушениях в отношении задержанных на Болотной площади
На митинге были задержаны граждане, которых позднее судили по ст. 19.3 Кодекса Российской Федерации об административных правонарушениях - за неповиновение законному требованию сотрудника полиции. Некоторые из них подали жалобы в ЕСПЧ и получили по его решениям компенсации. При этом в некоторых случаях (например, в деле Евгения Фрумкина) размер компенсации морального вреда оказался выше, чем у наказанных в уголовном порядке за Болотное дело.

### Евгений Фрумкин
Евгений Фрумкин, 53 летний москвич, был задержан полицией после митинга на более чем 46 часов, а затем приговорён на 15 суток ареста за неповиновение законному распоряжению сотрудника полиции по статье КоАП 19.3.
Шишкин Виталий Викторович, руководитель незарегистрированной Политической партии "Правые за европейское развитие", задержан за якобы оказание сопротивление сотрудникам полиции и перекрытие проезжей части улицы. Первым был осужден административным судом, приговорен к штрафу в 500 рублей.

#### Фрумкин v. России в ЕСПЧ
5 января 2016 года ЕСПЧ признал Россию виновной в нарушении статей 5, 6 и 11 ЕКПЧ и обязал выплатить выплатить 32 000 евро фигуранту дела Евгению Фрумкину. Из них 25 000 евро в качестве компенсации за моральный ущерб и ещё 7000 евро в счёт оплаты судебных издержек. Россия должна исполнить предписание в течение трёх месяцев после вступления решения в законную силу либо может обжаловать его в законном порядке

### Андрей Асаинов и Мария Сибиряк
Андрей Асаинов и Мария Сибиряк, двое участников митинга на Болотной площади, наказанные по статье 19.3 Кодекса Российской Федерации об административных правонарушениях штрафами по 500 руб. каждый (до суда они находились на свободе) получили в декабре 2018 года по решению ЕСПЧ компенсации морального вреда в размере 7,5 тыс. евро каждый.

### Кристина Зиновьева
В январе 2019 года стало известно, что ЕСПЧ присудил компенсацию в размере 7,5 тысяч евро Кристине Зиновьевой. В отношении Зиновьевой по ч. 1 ст. 19.3 КоАП РФ до суда полиция избрала административное задержание, хотя в силу КОАП РФ по причине наличия маленького ребёнка Зиновьевой было нельзя назначать административный арест. Зиновьева провела в полицейском участке ночь и была отпущена до суда на следующий день после задержания, причем ей не дали видеться с 15-месячным ребёнком (оставлен был дома под присмотром няни). Вместо наказания Зиновьева получила предупреждение от мирового судьи, рассмотревшего её дело. ЕСПЧ нашёл в деле Зиновьевой нарушения сразу четырёх статей Европейской конвенции: 3-й ("Запрещение пыток), 5-й («Право на свободу и личную неприкосновенность»), 11-й («Свобода собраний и объединений») и 18-й («Пределы использования ограничений в отношении прав»).

## Приговоры
- Максим Лузянин — 9 ноября 2012 Замоскворецким судом Москвы (судья Федин Андрей Николаевич) был приговорён к 4,5 года колонии общего режима[124][125].
- Константин Лебедев — 25 апреля 2013 Мосгорсудом приговорён к 2,5 годам колонии общего режима (ст. 30, ч. 1 — ст. 212, ч. 1; ст. 212, ч. 1)[126].
- Михаил Косенко — 8 октября 2013 г. судьёй Людмилой Борисовной Москаленко признан совершившим общественно опасные деяния в состоянии невменяемости, и ему было назначено принудительное лечение в условиях закрытого лечебного учреждения общего типа.
- Андрей Барабанов — 24 февраля 2014 судьёй Никишиной Натальей Викторовной Замоскворецкого суда Москвы был приговорён к 3 годам 7 мес. колонии общего режима[127]
- Ярослав Белоусов — 24 февраля 2014 судьёй Никишиной Натальей Викторовной Замоскворецкого суда Москвы был приговорён к двум годам 6 мес. колонии общего режима[127]
- Денис Луцкевич — 24 февраля 2014 судьёй Никишиной Натальей Викторовной Замоскворецкого суда Москвы был приговорён к 3 годам 6 мес. колонии общего режима[127]
- Алексей Полихович — 24 февраля 2014 судьёй Никишиной Натальей Викторовной Замоскворецкого суда Москвы был приговорён к 3 годам 6 мес. колонии общего режима[127]
- Степан Зимин — 24 февраля 2014 судьёй Никишиной Натальей Викторовной Замоскворецкого суда Москвы был приговорён к 3 годам 6 мес. колонии общего режима[127]
- Сергей Кривов — 24 февраля 2014 судьёй Никишиной Натальей Викторовной Замоскворецкого суда Москвы был приговорён к 4 годам колонии общего режима[127]
- Артём Савёлов — 24 февраля 2014 судьёй Никишиной Натальей Викторовной Замоскворецкого суда Москвы был приговорён к двум годам 7 мес. колонии общего режима[127]
- Александра Наумова (Духанина) — 24 февраля 2014 судьёй Никишиной Натальей Викторовной Замоскворецкого суда Москвы была приговорёна к 3 годам 3 месяца условно[127].
- Гаскаров Алексей Владимирович — осуждён по ч. 2 ст. 212 УК и ч. 1 ст. 318 УК к 3 годам 6 месяцам лишения свободы в колонии общего режима.
- Гущин Илья Владимирович — осуждён по ч. 2 ст. 212 УК и ч. 1 ст. 318 УК к двум годам 6 месяцам лишения свободы в колонии общего режима.
- Дмитрий Ишевский — осуждён в особом порядке по ч. 1 ст. 318 УК и ч. 2 ст. 212 УК. к 3 годам 2 месяцам общего режима.
- Кохтарева Елена Анатольевна — осуждена по ч. 2 ст. 212 и ч. 1 ст. 318 УК к сроку 3 года и 3 месяца условно.
- Марголин Александр Евгеньевич — осуждён по ч. 2 ст. 212 УК и ч. 1 ст. 318 УК к 3 годам 6 месяцам лишения свободы в колонии общего режима.
- Непомнящих Иван Андреевич — осуждён по ч. 2 ст. 212 УК и ч. 1 ст. 318 УК к двум годам 6 месяцам лишения свободы в колонии общего режима.

## Реакция

### Со стороны общественности

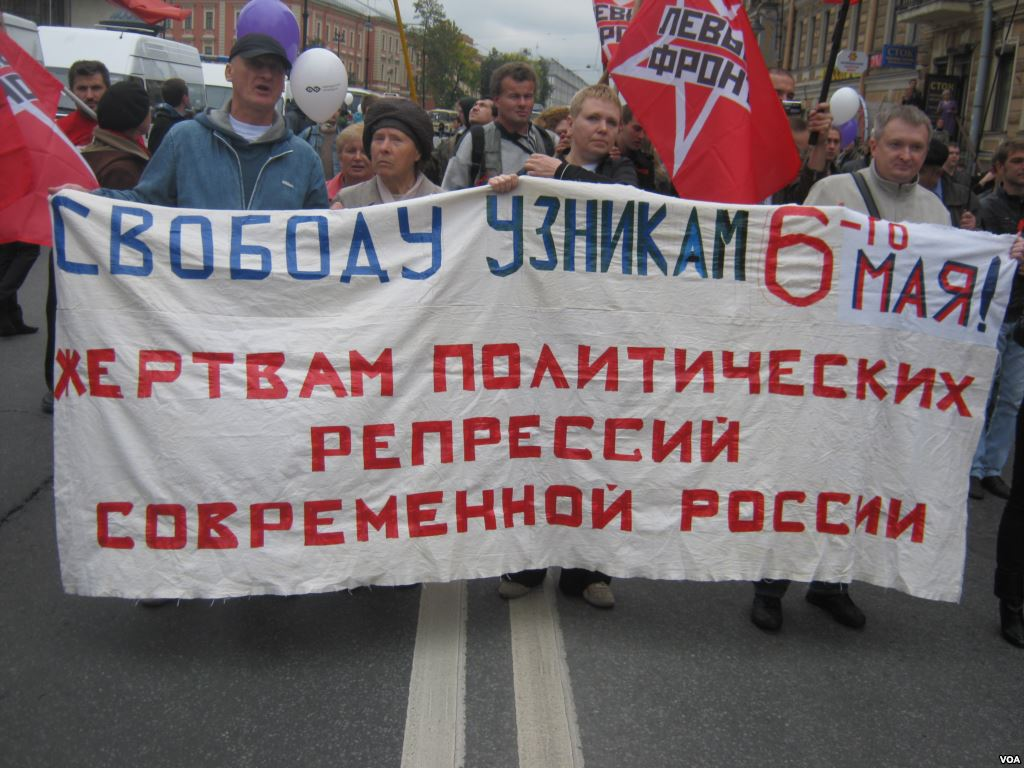
Демонстрация в Петербурге 6 апреля 2013 года

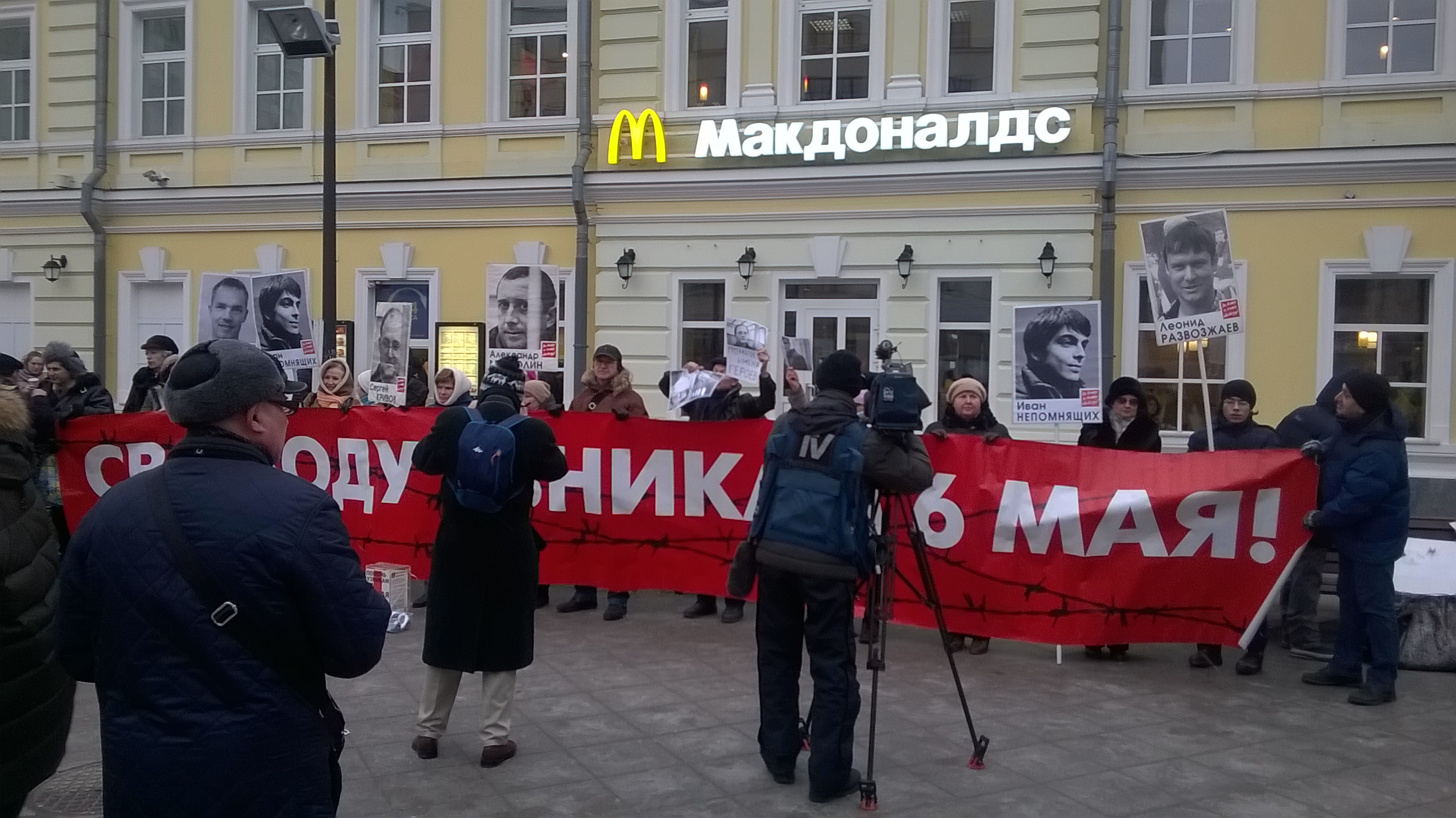
«Стратегия-6» в Москве 6 февраля 2016 года

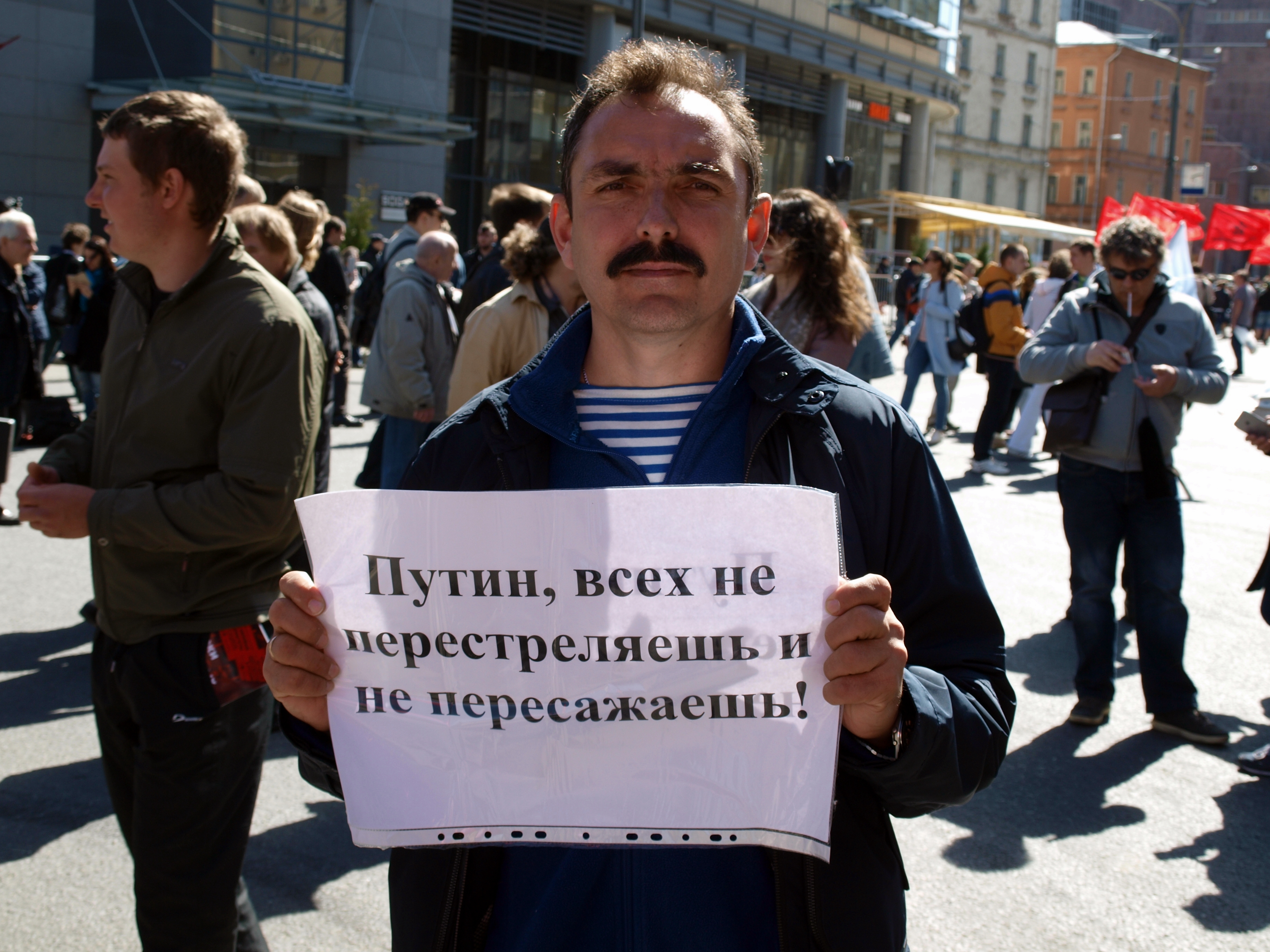
Митинг по случаю пятой годовщины «болотного дела». Москва, 6 мая 2017 года (ещё фото)

С целью противодействия политическим репрессиям в отношении участников акции протеста на Болотной площади создана общественная организация — «Комитет 6 мая».
В течение 2012 года в поддержку задержанных по «Болотному делу» проводились акции протеста.
В 2013 году прошла акция «Один день — одно имя» (6 апреля — 6 мая).
24 апреля 2013 года, накануне рассмотрения «Болотного дела» и «дела Навального», в газете «Ведомости» была опубликована статья Михаила Ходорковского «О политических преследованиях в России». По мнению Ходорковского, политическая мотивированность этих дел очевидна. Их цель — запугать и деморализовать оппонентов, представить их как экстремистов. Однако, считает Ходорковский, наибольший урон Кремль нанесёт себе. Гражданское общество окончательно разочаруется в любых декларативных заявлениях власти о конструктивном диалоге с оппонентами. Имидж России на Западе, являющийся важным условием модернизации страны, ещё более пострадает. Ходорковский призвал «всех приличных людей» к публичной солидарности с обвиняемыми и отдельно обратился к коллегам-бизнесменам с предложением взвесить для себя негативные последствия политических процессов 2013 года.
6 января 2014 года на Манежной площади Москвы прошла акция в поддержку «узников Болотной», десятки участников которой были задержаны полицией. Как сообщает издание ОВД-Инфо, шестеро активистов вытянули руки таким образом, как будто они держат в них плакат, однако самого плаката в руках у них не было. Несмотря на это они были задержаны.
21 февраля 2014 года к Замоскворецкому суду пришло несколько сотен человек поддержать подсудимых по «Болотному делу», которым в тот день выносился приговор. Собравшихся у суда было — по разным оценкам, от 500 до 1000 человек, из них 213 человек были задержаны. Судья Наталья Никишина перенесла вынесения приговора на 24 февраля. 24 февраля у Замоскворецкого суда было задержано уже 234 человека. В тот же день возле Манежной площади были задержаны более 400 участников народного схода в защиту осуждённых по «болотному делу». Амнистированный по «болотному делу» Николай Кавказский написал в «Твиттере», что на подходах к Манежной площади собрались около трёх тысяч человек. Также 24 февраля более 60 человек были задержаны на акции в поддержку «узников Болотной» в Петербурге.
1 марта 2014 на видеохостинге Youtube было опубликовано видео «Болотная: Обезьяны Против Людей», в котором на документальных кадрах 6 мая 2012 с помощью компьютерной графики лица представителей ОМОН заменены на морды обезьян. Алексей Навальный опубликовал ссылку на вирусное видео Echoviruses (авторство указано в описании ролика) в своём блоге LiveJournal с комментарием: «Сегодняшним требованиям прокуратуры длительных сроков лишения свободы для мирных свободных людей посвящается»[значимость факта?].
В ряде городов России и других стран каждое 6 число месяца проводятся акции за освобождение узников 6 мая и других политических заключённых. Данные акции получили название «Стратегия-6».

#### Общественное расследование
В декабре 2012 года членами «Комитета 6 мая» и партии «РПР-ПАРНАС» был сформирован «Круглый стол 12 декабря», который провёл общественное расследование событий на Болотной площади. В ходе общественного расследования были собраны сотни свидетельских показаний очевидцев событий 6 мая. Проанализировав показания, материалы дела, фото и видео- свидетельства, подготовлен подробный доклад. Выводы комиссии сводятся к 3 основным пунктам:
1. 6 мая на Болотной площади не было массовых беспорядков, а были отдельные столкновения полиции с демонстрантами.
2. Эти столкновения были спровоцированы правоохранительными органами.
3. Первопричиной явилось нарушение властями схемы, согласованной заявителями с мэрией Москвы[143].

С 20 по 28 марта 2013 года в «Фотоцентре» на Гоголевском бульваре проходит фотовыставка, посвящённая «Болотному делу». 120 фотографий, представленных на выставке, дают представление о размахе полицейского насилия в отношении участников мирной согласованной манифестации. На открытии выступили политик Михаил Касьянов, актриса Лия Ахеджакова, режиссёр Гарри Бардин, писатель Владимир Войнович и другие участники общественной комиссии по расследованию событий 6 мая.
В апреле 2013 года в распоряжении The New Times оказалась «Справка по результатам обеспечения общественного порядка и безопасности в г. Москве 6 мая 2012 г.». В ней заместитель начальника УООП ГУ МВД России по г. Москве полковник полиции Д. Ю. Дейниченко сообщил о том, что «в результате проведённых мероприятий органами внутренних дел г. Москвы задачи по обеспечению общественного порядка и безопасности выполнены в полном объёме, чрезвычайных происшествий не допущено».

## Увольнение старшего следователя
3 января 2022 года из Следственного комитета России указом президента Владимира Путина был уволен старший следователь Рустам Габдулин, руководивший группой следователей, которые вели Болотное дело. Также известно, что он руководил множеством других резонансных дел: «Московское дело», «Зимняя вишня» и другие.